# Hübja
Koordinaten: 58° 24′ N, 22° 29′ O
Hübja ist ein Dorf (estnisch küla) auf der größten estnischen Insel Saaremaa. Es gehört zur Landgemeinde Saaremaa (bis 2017: Landgemeinde Lääne-Saare) im Kreis Saare.

## Einwohnerschaft, Lage und Geschichte
Das Dorf hat neun Einwohner (Stand 1. Januar 2016). Seine Fläche beträgt 8,16 km².
Der Ort liegt 16 Kilometer nördlich der Inselhauptstadt Kuressaare.
Das Dorf wurde erstmals 1509 urkundlich erwähnt.